# Giordana Duca
Giordana Duca (Frascati, 18 settembre 1992) è una rugbista a 15 italiana, seconda linea del Valsugana.

## Biografia
Proveniente dal Frascati, club del suo luogo d’origine, si segnalò già fin dagli esordi come atleta d’interesse nazionale.
Passata successivamente alla Red & Blu, partecipò a vari raduni nazionali pur senza mai esordire.
Tornata al Frascati dopo la fine dell’attività seniores delle Red & Blu, fu convocata per il Sei Nazioni 2018 nel corso del quale debuttò in nazionale a Reggio Emilia contro l’Inghilterra e disputò in totale 4 incontri.
Del novembre successivo, a Calvisano contro la Scozia durante una serie di test match di fine anno, è anche la sua prima meta internazionale, giunta al suo quinto incontro.
Dopo una stagione a Roma nelle file della Capitolina, Duca milita a Padova nel Valsugana a partire dalla stagione sportiva 2019-20.
Con il club veneto si è laureata campionessa italiana nel 2022 e nel 2023; ha inoltre preso parte alla Coppa del Mondo 2021 in Nuova Zelanda ed è convocata per quella del 2025 in Inghilterra. 

## Palmarès
- Campionati italiani: 2
Valsugana: 2021-22, 2022-23